# Арабский социализм

Флаг Арабской социалистической партии Баас

Арабский социализм (араб. الاشتراكية العربية‎, al-ishtirākīya al-‘arabīya) — политическая идеология, представляющая собой синтез идей панарабизма и социализма. 

## Арабский социализм и социализм в арабском мире
Арабский социализм (Иштиракия, الاشتراكية) отличается от гораздо более широкой традиции социалистической мысли в арабском мире, появившейся на 50 лет раньше, чем арабский социализм. Следует отличать арабский социализм как от арабских адаптаций атеистического марксизма (Юсеф Сальман Юсеф, Хусейн ар-Ради), так и от исламского социализма.
Известно, что конфликт между иракскими баасистами и иракскими коммунистами приобретал острые формы в 1959 и 1963 годах.

## Арабский социализм и баасизм
Идея арабского социализма была выдвинута сторонниками партии Баас как альтернатива капитализму и европейскому социализму, в том числе и марксизму. Концепция «арабского социализма» и баасистские режимы нередко критиковались как противниками, так и сторонниками социализма как такового. Однако арабский социализм не может быть отождествлен исключительно с баасизмом. Этой идеологии придерживались как египетские насеристы, так и сторонники ливийского лидера Каддафи.

## История

### Происхождение
Термин «арабский социализм» был впервые введен Мишелем Афляком, одним из основателей партии Баас, для того, чтобы отличать его версию социалистической идеологии от марксистского социализма и других типов социализма, существующих как в европейских, так и других странах (КНР, СССР и др.) и подчеркнуть его аутентичность и оригинальность. Идеи Афляка были озвучены в 1947 году, когда появилась партия Баас.

### Кризис
Арабский социализм, интегрированный в арабский национализм и панарабскую идеологию, утерял многие из своих позиций после Шестидневной войны 1967 г., сильно дискредитировавшей Египет при правлении Гамаля Абделя Насера. Идеология арабского социализма продолжала существовать и в последующие годы, но война стала началом фундаментального пересмотра арабской политики, в чём многие видели закат эры арабского социализма. Результатом арабского социализма является светский характер многих арабских государств. Однако идеи арабского социализма до сих пор живут среди интеллигенции арабского мира, и идеи социального эгалитаризма и «третьего пути» между «эгоистическим» Западом и «бездуховным» социализмом остаются важными для современной арабской политической мысли.

## Идеология

### Панарабизм
Панарабизм или арабский национализм — это проект создания объединенного арабского государства (Объединённая Арабская Республика), поскольку предполагалось, все люди говорящие на арабском языке являются одним народом (ал-’умма ал-‘арабиййа) и одной нацией (кавмия). Насер сам утверждал: «Социализм это инструмент, приспособленный для наших <арабских> национальных условий и потребностей. Он не может рассматриваться в качестве основной философии или свода нормативных актов. Это только ветвь древа, именуемого национализмом».

### Этатизм (джумхурия)
Объединенным арабским государством должна стать республика (джумхурия: الجمهورية), где личные или племенные интересы были бы подчинены общему благу. Для сторонников арабского социализма это означало этатизм, то есть государственный контроль над экономикой против феодального сепаратизма отдельных арабских племен и возглавляемых ими шейхов. В арабских реалиях грань между такими факторами дезинтеграции как феодализм и трайбализм была условной.
Сильное государство в арабском мире ассоциировалось не с монархией, а с государством социалистического типа, которое формируется в результате революции (саура ثورة) и сопровождается последующей национализацией. Во главе такого социалистического государства обыкновенно стоит авторитарный лидер "вождь".
Для Афляка противоядием против колониализма могло быть только сильное социалистическое государство с массовой армией. В то время как арабский социализм во многом перенял экономическую и социальную программу европейского социализма, характерные для него интеллектуальные и духовные черты наложили некоторые ограничения на его революционный потенциал: средства производства подлежат национализации, но при сохранении таких традиционных ценностей, как частная собственность и наследование собственности. Национализация экономики осуществлялась за счет экспроприации собственности иностранных компаний ради достижении независимости в экономической сфере как средство достижения политической независимости.
Идеал этатизма отрицал фактор классовой борьбы.

### Секуляризм
Секуляризм означал ограниченное признание за исламом культурной роли, однако решительно боролся с исламским фундаментализмом и теократией отдельных религиозных лидеров. Также секуляризм арабского социализма подразумевал идею прогресса (так̣аддум) и признавал борьбу женщин за равноправие.
В то же время Афляк отвергал «традиционный» марксизм с его атеизмом, интернационализмом и материализмом, считая их неподходящими для арабской ситуации. Таким образом секуляризм балансировал между атеизмом и фундаментализмом как двумя крайностями. Хотя на идею значительно повлияли ислам и религиозность населения, важным отличием арабского социализма от исламского социализма является то, что первый ограничивал воздействие ислама сферой духовной жизни, а социально-экономическое развитие общества осуществлялось на светской основе, в то время как второй не только выводил социалистическую идею из ислама, но и предусматривал внедрение этой идеи на базе предписаний Корана во все сферы жизни общества.

## Попытки реализации
Наиболее заметными экономическими успехами были земельные реформы в Египте (1952 г.), в Сирии (1963 г.) и Ираке (1970 г.), а также национализация основных отраслей промышленности и банковского сектора в этих странах. Однако в Египте и Сирии многие из этих реформ были впоследствии отменены (реприватизация). Более успешными они были в Ираке, вероятно, благодаря нефтяному богатству страны, до ирано-иракской войны в 1980 г.

## Сторонники арабского социализма
Это список людей, являвшихся приверженцами арабского социализма или оказавших влияние на развитие арабской социалистической школы мысли, хотя некоторые из них никогда не использовании этот термин или даже были его противниками:
- Жорж Хабаш
- Заки аль-Арсузи
- Хафез Асад
- Гамаль Абдель Насер
- Мишель Афляк
- Салах ад-Дин Битар
- Ахмед Бен Белла
- Мехди Бен Барка
- Акрам Хаурани
- Ясир Арафат
- Саддам Хусейн
- Сиад Барре
- Муаммар Каддафи
- Камаль Джумблат

## Критика
Опора арабского социализма на религию нередко критиковалась. Советские партийные идеологи говорили о несовместимости религии и социализма в их понимании. Некоторые критики выделяли «приверженность к исламистским формам», считая важным сохранить разрыв между революционно-националистическим и исламистским направлениями на арабском политическом поле.
Критиковалась и социальная модель арабского социализма. Бернард Льюис писал: «Кажется, никто не может сказать доброго слова в адрес арабского социализма. Представители коммерческого, профессионального и среднего классов  выдвигают против него обычные обвинения, которые предъявляются к социализму в странах Запада. Левые с презрением отвергают арабский социализм как половинчатый и неэффективный компромисс, не имеющий достоинств ни социализма, ни капитализма».